# Slaget om Karis
Slaget om Karis var ett slag under finska inbördeskriget som ägde rum den 6 april 1918 och resulterade i att tyska Östersjödivisionen erövrade Karis. Slaget var det första som Östersjöbataljonen deltog i under inbördeskriget.
Tyskarnas ursprungliga order var att ta järnvägen mellan Helsingfors och Åbo i besittning och färdas längs den mot Helsingfors. När de röda retirerade till Karis kunde tyskarna inta Hangö och Ekenäs utan strid. I Karis samlades cirka 1 000 rödgardister från Helsingfors omnejd och de flesta hade deltagit i striden vid Vesilax. Rödgardisterna förfogade också över två pansartåg.
Tyskarna som intog Karis var Östersjödivisionens 11. cykelkompani samt en bataljon med artilleribatteri under Rüdiger von der Goltz befäl, vidare 95. reservinfanteribrigaden under ledning av överste Konrad Wolf och en armégrupp ledd av den svenske majoren Adolf Hamilton. Under slaget stupade 9 tyskar, men hur många rödgardister som stupade är inte känt. Efter slaget avancerade tyskarna via Lojo och Kyrkslätt mot Esbo och därifrån vidare till Helsingfors som erövrades den 13 april.